# Parafia św. Andrzeja Boboli w Masłowicach
Parafia św. Andrzeja Boboli w Masłowicach – parafia rzymskokatolicka z siedzibą w Masłowicach, znajdująca się w archidiecezji częstochowskiej, w dekanacie Wieluń – św. Wojciecha.